# Saharská peseta
Saharská peseta (arabsky البيزيتا الصحراوي, španělsky Peseta Saharaui) je měnou částečně uznávané Saharské arabské demokratické republiky. Má kód ISO 4217 EHP.
Měna byla zavedena v roce 1990. Existují mince v hodnotě 1, 2, 5 a 50 peset. Dělí se na 100 céntimů, nikdy však nebyly vydány mince v hodnotě nižší než jedna peseta.
Peseta platí v táborech západosaharských utečenců v Tindúfu a v jihovýchodní části Západní Sahary kontrolované frontou Polisario. Na zbylém území je oficiální měnou marocký dirham.
Saharská peseta má fixní měnový kurz k euru, za 1 € je 166,386 peset.